# The Doors Box Set (Part-2)
The Doors Box Set (Part-2) è la seconda parte in versione ridotta del precedente The Doors Box Set pubblicato nel 1997 e contiene i rimanenti 2 Cd che sono: The Future Ain't What It Used To Be e Band Favorites.

## Tracce

### Disco 1:The Future Ain't What It Used To Be(56:22)
1. Hello to the Cities - 0:56 (Live on the Ed Sullivan Show, New York, NY, Sep. 17, 1967 and Cobo Hall, Detroit, MI, May 8, 1970)
2. Break on Through (To the Other Side) - 4:32 (Live at the Isle of Wight Festival 1970, England, Aug. 29, 1970)
3. Rock Me (Muddy Waters) - 6:36 (Live at The PNE Coliseum, Vancouver, BC, Jun. 6, 1970)
4. Money (John Lee Hooker) - 2:59 (Live at The PNE Coliseum, Vancouver, BC, Jun. 6, 1970)
5. Someday Soon - 3:41 (Live at the Seattle Center, Seattle, WA, Jun. 5, 1970)
6. Go Insane - 2:30 (Demo recorded at World Pacific Studios, Los Angeles, CA, Sep. 2, 1965)
7. Mental Floss - 3:38 (Live at the Aquarius Theater, Hollywood, CA, Jul. 22, 1969)
8. Summer's Almost Gone - 2:17 (Demo recorded at World Pacific Studios, Los Angeles, CA, Sep. 2, 1965)
9. Adolph Hitler - 0:12 (Recorded Live at Boston Gardens, Boston, MA, Apr. 10, 1970)
10. Hello, I Love You - 2:28 (Demo recorded at World Pacific Studios, Los Angeles, CA, Sep. 2, 1965)
11. The Crystal Ship - 2:55 (Live at The Matrix, San Francisco, CA, Mar. 7, 1967)
12. I Can't See Your Face in My Mind - 3:16 (Live at The Matrix, San Francisco, CA, Mar. 7 or Mar. 10, 1967)
13. The Soft Parade - 10:03 (Live on PBS Television, New York, NY, Apr. 28, 1969)
14. Tightrope Ride (Robbie Krieger, Ray Manzarek) - 4:17 (Recorded at The Doors' Workshop, Los Angeles, CA, 1971)
15. Orange County Suite - 5:27 (Recorded at Elektra Studios, Los Angeles, CA, 1970)

Rock Me e Money con Albert King alla chitarra.
I componenti del 1965 che hanno partecipato alle registrazioni al World Pacific Studios sono:
- Jim Morrison - voce
- Ray Manzarek - piano
- John Densmore - batteria
- Rick Manzarek - chitarra
- Jim Manzarek - armonica
- Pat Sullivan - basso

Tightrope Ride fa parte di Other Voices, il primo album registrato dopo la morte di Morrison realizzato dai Doors.
Hello to the Cities, Break on Through (To the Other Side), Someday Soon, Hello, I Love You, The Soft Parade, e Orange County Suite sono incluse anche in Essential Rarities.

### Disco 2:Band Favorites(68:36)
1. Light My Fire (Robbie Krieger - Jim Morrison) - 7:05 (da The Doors)
2. Peace Frog (Jim Morrison - Robbie Krieger) - 2:57 (da Morrison Hotel)
3. Wishful Sinful (Robbie Krieger) - 2:55 (da  The Soft Parade)
4. Take It as It Comes (Jim Morrison) - 2:14 (da The Doors)
5. L.A. Woman (Jim Morrison) - 7:49 (da L.A. Woman)
6. I Can't See Your Face In My Mind (Jim Morrison) - 3:22 (da Strange Days)
7. Land Ho! (Jim Morrison - Robbie Krieger)- 4:06 (da Morrison Hotel)
8. Yes, The River Knows (Robbie Krieger) - 2:34 (da Waiting for the Sun)
9. Shaman's Blues (Jim Morrison) - 4:47 (da The Soft Parade)
10. You're Lost Little Girl (Robbie Krieger) - 2:59 (da Strange Days)
11. Love Me Two Times (Robbie Krieger) - 3:15 (da Strange Days)
12. When The Music's Over - 10:56 (da Strange Days)
13. The Unknown Soldier (Jim Morrison) - 3:21 (da Waiting for the Sun)
14. Wild Child (Jim Morrison) - 2:35 (da The Soft Parade)
15. Riders on the Storm (Jim Morrison - The Doors) - 7:09 (da L.A. Woman)

Le canzoni 1-5 sono selezionate da Robby Kreiger, 6-10 da Ray Manzarek, 11-15 da John Densmore
Le canzoni sono scritte dai Doors, salvo dove è indicato.

## Formazione
- Jim Morrison - voce
- Robert Krieger - chitarra
- Ray Manzarek - organo, pianoforte, tastiere, basso
- John Densmore - batteria